# Erechthias monstruosa
Erechthias monstruosa är en fjärilsart som beskrevs av Edward Meyrick 1930. Erechthias monstruosa ingår i släktet Erechthias och familjen äkta malar. Inga underarter finns listade i Catalogue of Life.